# Nick Matthew

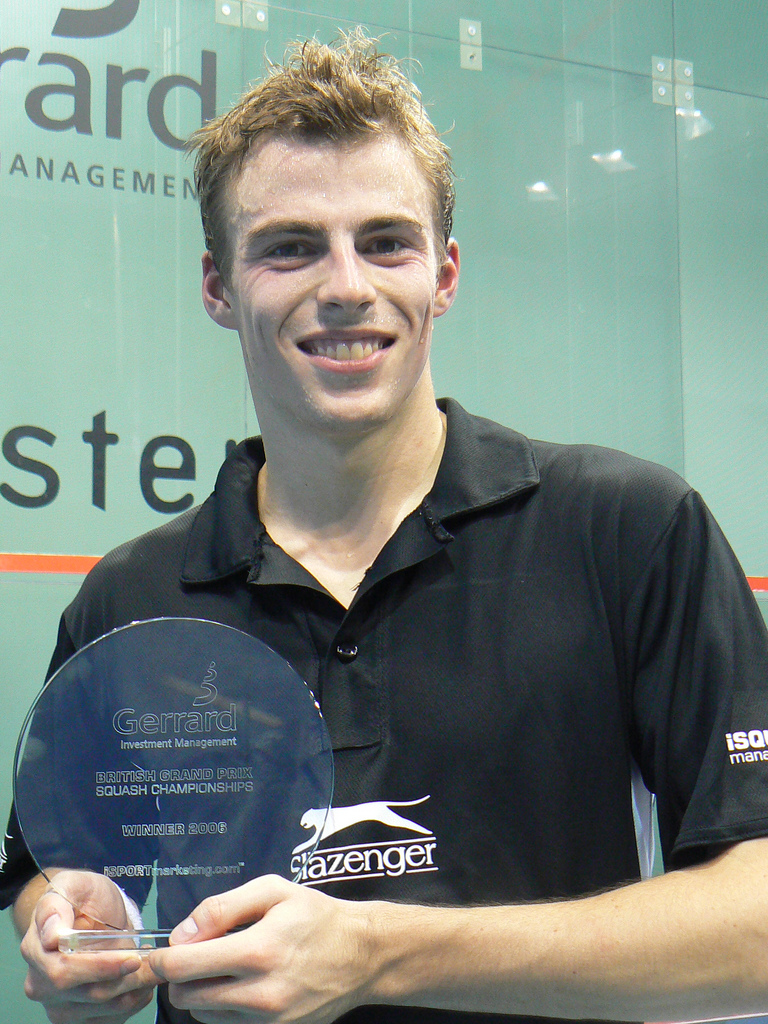
Nick Matthew en 2006 avec le trophée du British Grand Prix

Nick Matthew, né le 25 juillet 1980 à Sheffield, est un joueur professionnel de squash représentant l'Angleterre. Il est triple champion du monde et no 1 mondial pendant 19 mois. Son heure de gloire est atteinte lors de sa victoire au British Open 2006 en s'imposant en finale contre le Français Thierry Lincou. Il annonce l'arrêt de sa carrière à la fin de la saison 2017-2018.

## Biographie
La carrière de Nick Matthew sur le circuit professionnel commence en 1998, l'année où il devient champion du monde avec l'équipe nationale junior d'Angleterre et qu'il atteint également les demi-finales en simple junior. En 2004, il fait une première apparition dans le top dix du classement mondial. Sa victoire au British Open en 2006 fait de lui le premier Anglais depuis Jim Dear en 1939 à remporter le tournoi à domicile. Aux Jeux mondiaux de 2009 à Taïwan, Nick Matthew  remporte la médaille d'or en battant son rival de toujours James Willstrop. Contre James Willstrop, Matthew a joué la plupart des matchs du World Tour dans sa carrière avec 36 rencontres. Il a un ratio de 27:9 en sa faveur. Nick Matthew  remporte de nombreux titres avec l'équipe nationale anglaise : en 2005 et 2007, il est champion du monde par équipes et, depuis 2005, dix fois champion d'Europe.
Nick Matthew rencontre Ramy Ashour au PSA Masters en Inde et s'incline 3-1 à la fin de l'année 2009, et ils se rencontrent à nouveau en finale, cette fois à Saudi International, un tournoi avec un statut de super-série. À ce moment-là, il était déjà clair que le vainqueur du jeu prendrait la tête du classement mondial - une position qu'aucun des deux n'avait atteinte à ce moment-là. Nick Matthew, qui a été numéro deux mondial depuis lors, a remporté le tournoi quatre fois l'année suivante en 2010 dans cinq tournois, où il a une fois battu Ramy Ashour. La quatrième victoire du tournoi, une victoire 3-1 sur Karim Darwish, catapulte Matthew au sommet du classement mondial pour la première fois en juin 2010. En août 2010, un autre duel contre Ramy Ashour a eu lieu lors de la finale de l'Open d'Australie. Nick Matthew s'impose cette fois 3-0 et remporte son troisième tournoi de la saison des Super Series. Aux Jeux du Commonwealth de 2010, Nick Matthew a remporté la médaille d'or avec Adrian Grant en simple et en double. En décembre 2010, il termine l'année avec la victoire au championnat du monde contre son compatriote James Willstrop. Nick Matthew a remporté son troisième titre par équipe à la Coupe du monde 2013. En remportant le prochain Hong Kong Squash Open, Matthew reprend la tête du classement mondial pendant encore trois mois.
Nick Matthew annonce dans la période précédant la saison Saison 2017-2018 qu'il mettrait fin à sa carrière après avoir obtenu son diplôme. Son dernier tournoi a eu lieu au British Open, où il perd contre Raphael Kandra au deuxième tour. Il manque de peu les qualifications pour les finales des Séries mondiales, mettant ainsi fin à la saison et à sa carrière. En raison du forfait sur blessure de Marwan El Shorbagy peu avant le début des finales des Séries mondiales, Matthew passe à la neuvième place au classement Dans le tour préliminaire, il réussit à remporter son groupe avant de perdre face à Ali Farag en demi-finales et de mettre fin à sa carrière.

## Vie privée
Depuis décembre 2012, Nick Matthew est fiancé avec la physiologiste anglaise Esme Taylor, le couple se marie en juin 2013 et est devenu parent d'une fille le 9 septembre 2014. Le 12 juin 2015, il devient Officier de l'Ordre de l'Empire britannique (OBE). En novembre 2016, il reçoit un Doctorat honoris causa de l'université de Sheffield.

## Palmarès
- Meilleur Classement individuel Squash : 1er
- British Open :
  - Vainqueur : 3 titres (2006, 2009 et 2012)
  - Finaliste : 2 finales (2014, 2017)
- Championnat du monde :
  - Vainqueur : 3 titres (2010, 2011, 2013)
- US Open :
  - Vainqueur : 2007
  - Finaliste : 4 finales (2011, 2013, 2014, 2016)
- Qatar Classic :
  - Vainqueur : 2009
  - Finaliste : 2013
- Hong Kong Open :
  - Vainqueur : 2013
  - Finaliste : 2004
- Tournament of Champions : 
  - Vainqueur : 2012
  - Finaliste : 5 finales (2006, 2009, 2011, 2015, 2016)
- British Grand Prix :
  - Vainqueur : 3 titres (2012, 2014, 2016)
  - Finaliste : 2 finales (2011, 2015)
- Australian Open :
  - Vainqueur : 2010
  - Finaliste : 2011
- Motor City Open :
  - Finaliste : 2016
- Windy City Open : 
  - Vainqueur : 2 titres (2004, 2015)
- Canary Wharf Squash Classic : 
  - Vainqueur : 6 titres (2010, 2011, 2012, 2014, 2015, 2017)
- Open de Suède :
  - Vainqueur : 5 titres (2009, 2010, 2011, 2014, 2015,)
  - Finaliste : 2013
- Sky Open : 
  - Vainqueur : 2010
- Championnats britanniques :
  - Vainqueur : 10 titres (2006, 2009, 2010, 2012, 2013, 2014, 2015, 2016, 2017, 2018)
  - Finaliste : 2011
- PSA Masters :
  - Vainqueur : 2010
  - Finaliste : 2009
- North American Open (en)
  - Vainqueur : : 2 titres (2010, 2011)
  - Finaliste : 2 finales (2009, 2013)
- Netsuite Open
  - Finaliste : 2012, 2015
- Open de Malaisie
  - Finaliste : 2009
- Championnats du monde par équipes : 3 titres (2005, 2007, 2013)
- Championnats d'Europe par équipes : 10 titres (2004−2007, 2009−2014)